# Аналітична психологія
Аналітична психологія — напрям глибинної психології, засновником якого є швейцарський психолог і культуролог Карл Юнг.
Напрям аналітичної психології ґрунтується на понятті колективного несвідомого, в якому знайшли відображення дані антропології, етнографії, історії культури і релігії, проаналізовані Юнгом в аспекті біологічної еволюції і культурно-історичного розвитку, і яке проявляється у психіці індивіда. Одиницею аналізу психіки Юнг запропонував поняття архетипу, як вроджений зразок поведінки, що відповідає різним пластам психіки людини: тварини, загальнолюдського, родового, сімейного та індивідуального. Енергетика архетипу обумовлена тим, що він є проявом лібідо. Крім поняття колективного несвідомого Юнг дав опис екстравертованої (спрямованої переважно на зовнішній світ) і інтровертованої (спрямованої на внутрішній, суб'єктивний світ) установок.